# GOLDEN☆BEST 太田裕美 コンプリート・シングル・コレクション
『GOLDEN☆BEST 太田裕美 コンプリート・シングル・コレクション』（ゴールデン☆ベスト おおたひろみ コンプリート・シングル・コレクション）は、太田裕美の2枚組ベスト・アルバム。2002年6月19日発売。発売元はソニー・ミュージックハウス。

## 解説
各レコード会社から発売されている「ゴールデン☆ベスト」シリーズ中の1枚。
デビューした1974年から2002年までのシングルA面曲が発表順に収録された。歌詞ブックレットにはディスコグラフィーを掲載する。CDジャケットのデザインは、収録シングルのジャケットを縮小して並べたもの。
2009年8月19日には、Blu-spec CD盤（規格品番：MHCL-20067/8）が初回生産限定で発売された。

### 旧作の再発売
本ベストの発売以降、Super Audio CD（SACD）仕様のシングル・コレクション2作がリリースされ、2003年11月19日に『太田裕美 Singles 1974-1978』『太田裕美 Singles 1978-2001』が発売された。またSACDでの同時発売で、南沙織の『南沙織 THE BEST 〜 Cynthia-ly』、吉田拓郎の『TAKURO THE BEST メッセージ』がリリースされた。
2006年11月10日には、通信販売限定CD-BOX『太田裕美 GIFT BOX』がリリースされた。
2008年には、ソニー・ミュージックの販売サイトオーダーメイドファクトリー（購入予約者数によって廃盤が復刻される企画）でオリジナル・アルバムの紙ジャケット・コレクション・CD-BOXが発売されるなど、旧作の再発売が積極的になされている。
2011年6月29日には、NHKみんなのうたの楽曲などを収録した廉価盤CD『GOLDEN☆BEST 太田裕美』がリリースされた（収録曲は本作と異なる）。

## 収録曲
特記以外　作詞：松本隆 作曲：筒美京平 編曲：萩田光雄

### Disc 1
1. 雨だれ（2:54）
  - デビュー曲。第17回日本レコード大賞新人賞受賞。
2. たんぽぽ（2:54）
3. 夕焼け（3:03）
4. 木綿のハンカチーフ（3:47）
  - 編曲：筒美京平・萩田光雄
  - 第27回NHK紅白歌合戦歌唱曲。
  - 短い持ち時間の中でストーリー性のある歌を凝縮するため、物凄いハイテンポで歌うことになった、とのちに太田本人が述べた。
  - キンモクセイがアルバム『さくら』でカバー。太田も歌詞の朗読で参加。
5. 赤いハイヒール（4:21）
6. 最後の一葉（3:39）
7. しあわせ未満（3:50）
8. 恋愛遊戯（3:41）
9. 九月の雨（4:24）
  - 編曲：筒美京平
  - 第28回NHK紅白歌合戦歌唱曲。キャンディーズ、山口百恵、しばたはつみ、桜田淳子がバックダンスを務めた。
10. 恋人たちの100の偽り（4:01）
11. 失恋魔術師（4:23）
  - 作曲：吉田拓郎
12. ドール（4:22）
  - 編曲：筒美京平
  - 第29回NHK紅白歌合戦歌唱曲
  - 横浜のご当地ソングに数えられるナンバー。
13. 振り向けばイエスタディ（3:34）
  - 編曲：Jimmie Haskell
14. 青空の翳り（4:27）
  - 作詞：来生えつこ 作曲：浜田金吾 編曲：大村雅朗
15. シングル・ガール（4:52）
  - 作詞：阿木燿子 作曲：宇崎竜童 編曲：大村雅朗
  - 第30回NHK紅白歌合戦歌唱曲
16. ガラスの世代（3:37）
  - 作詞：ちあき哲也 作曲：太田裕美
17. 南風 - SOUTH WIND - （3:21）
  - 作詞・作曲：網倉一也
  - 第31回NHK紅白歌合戦歌唱曲。
  - ウェスタン・ハットにローラースケートの出で立ちで登場。
18. 黄昏海岸（3:34）
  - 作詞・作曲：網倉一也
19. さらばシベリア鉄道（4:10）
  - 作曲：大瀧詠一
  - のちに大瀧がアルバム『A LONG VACATION』でセルフカバー。
20. 恋のハーフムーン（4:10）
  - 作曲・編曲：大瀧詠一

### Disc 2
1. 君と歩いた青春（4:44）
  - 作詞・作曲：伊勢正三
  - 岩崎宏美がのちにカバーした（『Dear Friends』）。
2. ロンリィ・ピーポーII（4:06）
  - 作詞：下田逸郎 作曲：岡本一生・亀井登志夫 編曲：大村雅朗
3. 満月の夜 君んちへ行ったよ（3:20）
  - 作詞：山元みき子 作曲：太田裕美 編曲：大村雅朗
4. 青い実の瞳（2:54）
  - 作詞：山元みき子 作曲：太田裕美 編曲：大村雅朗
5. 雨の音が聞こえる（4:07）
  - 作詞：山元みき子 編曲：板倉文・BaNaNa
6. はじめてのラブレター（3:49）
  - 作詞・作曲：太田裕美 編曲：近藤達郎
7. Virginから始めよう（3:49）
  - 作詞・作曲：太田裕美 編曲：井上鑑
  - 日本テレビ系列キャンペーン・ソング
8. ファーストレディになろう（3:46）
  - 作詞：奥山六九 作曲：GONTITI 編曲：羽毛田丈史
9. 魂のピリオド（5:07）
  - 編曲：小倉博和
10. 僕は君の涙（4:55）
  - 作詞・作曲：太田裕美 編曲：羽毛田丈史
11. 神様のいたずら（4:09）
12. 恋人たちの祈り （GET AWAY）（4:15）
  - 作詞・作曲：Simon May 日本語詞：大江千里
  - 歌：太田裕美 & ゴスペラーズ
13. キャンディ（4:19）
  - 作曲：原田真二 編曲：羽毛田丈史
14. 風をあつめて（5:09）
  - 作曲：細野晴臣 編曲：羽毛田丈史
15. パパとあなたの影ぼうし（4:39）
  - 作詞・作曲：こんのひとみ 編曲：羽毛田丈史
16. 風信子（3:39）
  - 作曲：鈴木茂 編曲：羽毛田丈史
17. First  Quarter -上弦の月-（5:25）
  - 作詞・作曲：太田裕美
18. 木綿のハンカチーフ（オリジナル・カラオケ）（3:47）